# PFK Beroe Sztara Zagora
A Beroe Sztara Zagora (bolgárul: Професионален Футболен Клуб Берое Стара Загора, magyar átírásban: Profeszionalen Futbolen Klub Beroe Sztara Zagora), vagy röviden Beroe egy bolgár labdarúgócsapat, székhelye Sztara Zagora városában található. Jelenleg a bolgár élvonalban szerepel.
A Beroe legnagyobb sikerét 1986-ban aratta, mikor megnyerte a bolgár labdarúgó-bajnokságot.

## Korábbi elnevezései
- 1916–1918: Vereja
- 1918–1924: Rekord
- 1924–1945: Beroja
- 1945–1949: Lokomotiv
- 1949–1951: Sipka
- 1951–1956: Udarnik
- 1956–1958: Botev
- 1958–1999: Beroe
- 1999–2000: Olimpik-Beroe (egyesült Olimpik Galata Teteven)

2000 óta jelenlegi nevén szerepel.

## Története
A Beroe labdarúgócsapatának elődjét 1916-ban Vereja néven alapították Sztara Zagora városában. 1918-ban Rekord névre keresztelkedett, majd 1924-ben egyesült a városi rivális Boriszlav csapatával és Beroja néven folytatta szereplését.
A második világháborút követően a bolgár vasút karolta fel a csapatot, így rövid ideig Lokomotiv néven szerepelt. Az újabb névváltást a Levszki Sztara Zagora csapatával történt fúzió hozta meg, a menyegző pedig a Sipka klubnevet eredményezte. A közös élet mindössze két évig tartott, az 1951-ben már Udvarnik néven szereplő egyesület 1956-tól a DNA Sztara Zagora és a Szpartak Sztara Zagora csapataival közösen Botev név alatt folytatta.
1958-ban új cél fogalmazódott meg: egy erős Sztara Zagora-i egyesület megalapítása, mely a bolgár első osztályban képviselhetné a várost. A közös érdek közös csapat megalapítását szorgalmazta, melynek folyományaként a Botev és a város vasutas csapata, a Lokomotiv Beroe név alatt fuzionált.

### Az első sikerek (1968–1980)
Az 1968-as év a klub sikerkorszakának kezdetét jelentette. A nyári átigazolási időszakban egy csatár, nevezetesen Petko Petkov érkezett a klubhoz, aki a következő 12 évben összesen 144 gólt szerzett a bolgár élvonalban, a Beroe csapata pedig évről évre egyre kiemelkedőbb eredményeket ért el. 1968-ban és 1969-ben is megnyerte a Balkán-kupát, majd az 1971–72-es szezonban a bolgár első osztályú bajnokság dobogójának alsó fokára állt.
A bronzérem UEFA-kupa-szereplést biztosított. A debütálás fergetegesre sikerült, az első fordulóban hatalmas fölénnyel tarolta le az Austria WAC csapatának továbbjutásról szőtt álmait, majd a Budapesti Honvéd ellen 3–1-es összesítéssel a nyolcaddöntőbe lépett. A balkáni labdarúgás akkori fellegvárának számító Jugoszláviából kapta soron következő ellenfelét, majd a kor technikás játékát bemutató OFK Beograd ellen hazai pályán vérzett el.
1968 után 1973-ban is bejutott a bolgár kupa fináléjába, azonban a CSZKA Szofija dominanciája megtörhetetlen maradt.
A tabella középső részének helyeit ostromló Beroe 1979-ben és 1980-ban is fővárosi alakulatokkal szemben maradt alul a nemzeti kupa döntőjében, a fájó sebekre gyógyírt csak az 1979–80-as KEK-sorozat 2. fordulójában, az olasz Juventus elleni 1–0-s hazai győzelem jelentett.

### A bajnokcsapat évei (1980–1995)
1982-ben harmadik, 1984-ben pedig már negyedik alkalommal hódította el a Balkán-kupát, majd a klub történetének legsikeresebb idénye következett.
Az Evgeni Jancsovszki vezetőedző irányította Beroe hatalmas csatában 2 ponttal a Trakija Plovdiv előtt végzett, és 1986-ban megnyerte a bolgár labdarúgó-bajnokságot. A szezon során 20 alkalommal győztesként, 6 alkalommal pedig vesztesként hagyta el a pályát, 4 mérkőzésén pontosztozkodás volt. A balszélső Mümün Kashmer összesen 23 góllal járult hozzá a Sztara Zagora-i alakulat bajnoki címéhez, a csapatot pedig olyan neves játékosok alkották, mint Tenyo Mincsev, Ivko Gancsev, Jordan Mitev, Vaszil Dragolov, Kancso Kaserov, Sztojan Boncsev és Venelin Szivriev.
Az 1986–87-es BEK-sorozatban a Beroe képviselte Bulgáriát, azonban az első fordulóban búcsúzni kényszerült: a szovjet Gyinamo Kijev ellen hazai pályán 1–1-es döntetlent ért el, azonban a Kijevben rendezett visszavágón 2–0-s arányban maradt alul.
A sikercsapat csillogása az 1980-as évek végére elhalványult, majd az 1994–95-ös évben végleg kihunyt. A Beroe utolsó helyen búcsúzni kényszerült az élvonaltól.

### Fent és lent
Fájdalmas búcsúját követően a Beroe 4 szezont töltött a másodosztályban. 1999-ben egyesült az Olimpik Teteven gárdájával, és egy évad erejéig Olimpik-Beroe néven szerepelt a bolgár élvonalban.
A 2000-es években kétszer is feljutott az élvonalba, azonban két-három idényt követően rendre kiesett. A 2009–10-es szezonban első osztálybeli újoncként nyerte meg a bolgár kupát a másodosztályú Csernomorec Pomorie ellenében.

## Sikerei

### Nemzeti
- Bolgár bajnokság („A” PFL):

Bajnok: 1 alkalommal (1986)
Bronzérmes: 1 alkalommal (1972)
- Bolgárkupa-győztes:

Győztes: 1 alkalommal (2010)
Ezüstérmes: 4 alkalommal (1968, 1973, 1979, 1980)

### Nemzetközi
- UEFA-kupa:

Nyolcaddöntős: 1 alkalommal (1973)
- Kupagyőztesek Európa-kupája:

Negyeddöntős: 1 alkalommal (1974)
Nyolcaddöntős: 1 alkalommal (1980)
- Balkán-kupa:

Győztes: 4 alkalommal (1968, 1969, 1982, 1984)

## Eredményei

### Európaikupa-szereplés

#### Összesítve
| Kupa                               | J  | GY | D | V | LG–KG |
| ---------------------------------- | -- | -- | - | - | ----- |
| Bajnokcsapatok Európa-kupája (BEK) | 2  | 0  | 1 | 1 | 1–3   |
| Kupagyőztesek Európa-kupája (KEK)  | 10 | 5  | 1 | 4 | 20–11 |
| UEFA-kupa                          | 10 | 5  | 1 | 4 | 18–9  |
| Összesítve                         | 22 | 10 | 3 | 9 | 39–23 |

#### Szezonális bontásban
| Idény     | Kupa                         | Forduló     | Klub             | 1. mérk. | 2. mérk.   |
| --------- | ---------------------------- | ----------- | ---------------- | -------- | ---------- |
| 1972–1973 | UEFA-kupa                    | 1. forduló  | Austria Wien     | 7–0      | 3–1        |
| 1972–1973 | UEFA-kupa                    | 2. forduló  | Budapesti Honvéd | 3–0      | 0–1        |
| 1972–1973 | UEFA-kupa                    | 3. forduló  | OFK Beograd      | 0–0      | 1–3        |
| 1973–1974 | Kupagyőztesek Európa-kupája  | 1. forduló  | Fola Esch        | 7–0      | 4–1        |
| 1973–1974 | Kupagyőztesek Európa-kupája  | 2. forduló  | Athletic Club    | 3–0      | 0–1        |
| 1973–1974 | Kupagyőztesek Európa-kupája  | Negyeddöntő | 1. FC Magdeburg  | 0–2      | 1–1        |
| 1979–1980 | Kupagyőztesek Európa-kupája  | 1. forduló  | Arka Gdynia      | 2–3      | 2–0        |
| 1979–1980 | Kupagyőztesek Európa-kupája  | 2. forduló  | Juventus         | 1–0      | 0–3 (h.u.) |
| 1980–1981 | UEFA-kupa                    | 1. forduló  | Fenerbahçe       | 1–0      | 2–1        |
| 1980–1981 | UEFA-kupa                    | 2. forduló  | Radnički Niš     | 0–1      | 1–2        |
| 1986–1987 | Bajnokcsapatok Európa-kupája | 1. forduló  | Gyinamo Kijev    | 1–1      | 0–2        |

Megjegyzés: Csak az Európai Labdarúgó-szövetség (UEFA) által szervezett európai kupák eredményeit tartalmazza. Az eredmények minden esetben a Beroe Sztara Zagora szemszögéből értendőek, a félkövéren jelölt mérkőzéseket pályaválasztóként játszotta.

## Külső hivatkozások
- Hivatalos honlap (bolgárul)
- Adatlapja az uefa.com-on (angolul)
- Adatlapja Archiválva 2008. június 27-i dátummal a Wayback Machine-ben a foot.dk-n (angolul)
- Adatlapja Archiválva 2011. szeptember 19-i dátummal a Wayback Machine-ben a weltfussballarchiv.com-on (angolul)
- Legutóbbi eredményei a soccerway.com-on (angolul)